# G N' R Lies
G N' R Lies (також відомий як Lies) — другий студійний альбом американського рок-гурту Guns N' Roses, що вийшов 1988 року. За даними Американської асоціації компаній звукозапису, продано понад п'ять мільйонів копій лише в Сполучених Штатах Америки.

## Запис альбому
Перші чотири треки раніше вже з'явилися на міньйоні Live ?!*@ Like a Suicide. Чотири останні пісні було записано з використанням акустичних гітар всього за кілька студійних сесій (за винятком «You're Crazy», що ввійшла до альтернативної версії альбому Appetite for Destruction).
У більш пізніх інтерв'ю Ексл Роуз говорив, що йому подобається те, як гурт звучав на останніх чотирьох піснях, але він просто терпіти не міг звучання власного голосу. Роуз згадав, що його вокал був хрипким та грубим через тривалі гастролі гурту на той час, і якби він міг, то перезаписав би свої вокальні партії.
«You're Crazy» вийшла раніше на дебютному альбомі гурту, Appetite for Destruction і до нового видання потрапила у незміненому вигляді.

## Обкладинка
Обкладинку альбому виконано у вигляді пародії класичного таблоїда. Її вигляд змінювався неодноразово на шляху від платівки до CD. Початковий варіант, зокрема, замість напису "LIES LIES LIES" містив текст "Wife-beating has been around for 10,000 years" (Биття дружин існує вже 10000 років). Також замість "Elephant gives birth to midget" (Слон народив "маленьку" людину) та версія мала рядок "Ladies, welcome to the dark ages" (Панянок запрошуємо у темні часи). Крім того чимало копій оригінального вінілового видання містили нецензуровані зображення оголеної моделі на внутрішньому конверті.

## Список композицій
Авторами всіх пісень позначені музиканти гурту Guns N 'Roses, крім двох кавер-весій: «Nice Boys» авторства Rose Tattoo та «Mama Kin» Стівена Тайлера. Нижче наведено імена фактичних авторів.
| Live ?!*@ Like a Suicide | Live ?!*@ Like a Suicide              | Live ?!*@ Like a Suicide                                                | Live ?!*@ Like a Suicide |
| #                        | Назва                                 | Автор                                                                   | Тривалість               |
| ------------------------ | ------------------------------------- | ----------------------------------------------------------------------- | ------------------------ |
| 1.                       | «Reckless Life»                       | Slash, Іззі Стредлін, Дафф МакКаган                                     | 3:20                     |
| 2.                       | «Nice Boys» (пісня гурту Rose Tattoo) | Енгрі Андерсон, Мік Кокс, Джорді Ліч, Даллас "Дігер" Роялл, Peter Wells | 3:03                     |
| 3.                       | «Move to the City»                    | Стредлін, Дель Джеймс, Кріс Вебер                                       | 3:42                     |
| 4.                       | «Mama Kin» (пісня гурту Aerosmith)    | Стівен Тайлер                                                           | 3:57                     |

| G N' R Lies | G N' R Lies                | G N' R Lies               | G N' R Lies |
| #           | Назва                      | Автор                     | Тривалість  |
| ----------- | -------------------------- | ------------------------- | ----------- |
| 5.          | «Patience»                 | Стредлін                  | 5:56        |
| 6.          | «Used to Love Her»         | Стредлін, Роуз            | 3:13        |
| 7.          | «You're Crazy» (акустична) | Ексл Роуз, Слеш, Стредлін | 4:10        |
| 8.          | «One in a Million»         | Роуз                      | 6:10        |

## Учасники запису
- Ексл Роуз — вокал, whistling, фортепіано в  «One in a Million»
- Іззі Стредлін — ритм-гітара, акустична ритм-гітара в треках 5-8, бек-вокал
- Слеш — соло-гітара, акустична соло-гітара в треках 5-8
- Дафф МакКаган — бас-гітара, акустична ритм-гітара в «Patience» і «One in a Million», бек-вокал
- Стівен Адлер — ударні, бек-вокал в «Patience»
- West Arkeen, Howard Teman, Rik Richards s Ray Grden — ударні в треках 5-8[13]